# Zeitschrift für Theologie und Kirche
Die Zeitschrift für Theologie und Kirche (ZThK) ist eine vierteljährlich erscheinende wissenschaftliche Zeitschrift, die zentrale Themen der Theologie und der kirchlichen Praxis erörtert. Zielgruppe sind vor allem Studierende und Lehrende sowie Pfarrer und Lehrer, die regelmäßig Einblick in aktuelle theologische Forschungen erhalten wollen.

## Herausgeber
Herausgeber der Zeitschrift ist Albrecht Beutel. Mitherausgeber sind Knut Backhaus, Elisabeth Gräb-Schmidt, Thomas Kaufmann, Reinhard Gregor Kratz, Annette Kurschus, Martin Laube, Hartmut Leppin, Michael Moxter, Reinhard Müller, Thomas Schlag und Christiane Zimmermann. Die Zeitschrift wird vom Mohr Siebeck Verlag veröffentlicht.